# れもん白書
『れもん白書』（れもんはくしょ）は、吉田まゆみによる日本の漫画作品。『mimi』（講談社）にて1979年1月号より1979年12月号まで連載された。単行本は講談社コミックスmimiより全3巻。1980年、第4回講談社漫画賞（少女部門）受賞。同作者の作品『れもんカンパニー』とは作品名が似ているものの、話に関連はない。

## あらすじ
高校生の滝口早苗を主人公とし、彼女が友人とともに恋愛などを通じて大人への階段を登る、青春ラブコメディ。作者の母校である東京都立深沢高等学校が舞台のモデルになっている。

## 登場人物
滝口 早苗（たきぐち さなえ）
主人公。
彰（あきら）
早苗の同級生。追試仲間。
中尾（なかお）
早苗が憧れている先輩。
黒川（くろかわ）
早苗のクラスメート。芸能人。

## 同時収録作品
単行本の第3巻には、読み切り『青春のスポットライト』が収録されている。

## 書誌情報
単行本の初版にはISBNが存在しない。
- 吉田まゆみ『れもん白書』講談社〈講談社コミックスmimi〉、全3巻
  1. 1979年3月29日発売[2]、ISBN 978-4-06-108937-2
  2. 1979年8月22日発売[3]、ISBN 978-4-06-108938-9
  3. 1979年8月22日発売[4]、ISBN 978-4-06-108939-6
- 吉田まゆみ『れもん白書』講談社〈講談社漫画文庫〉、全2巻
  1. 2001年3月9日発売[5]、ISBN 978-4-06-260935-7
  2. 2001年3月9日発売[6]、ISBN 978-4-06-260936-4